# Lutron
Lutron Electronics es una compañía electrónica estadounidense fundada en 1961 en Coopersburg, Pensilvania por el empresario e inventor Joel Spira y su esposa Ruth. Spira diseñó y patentó el primer atenuador de energía de estado sólido y a partir de dicho producto fundó la empresa, que hasta el momento cuenta con más de 2 700 patentes a nivel internacional y sedes en diferentes ciudades del mundo.

## Historia

### Antecedentes y fundación
Joel Spira, empresario nacido en la ciudad de Nueva York en 1927 y trabajó en la década de 1950 para una compañía aeroespacial donde se le asignó el desarrollo de un detonador fiable para las armas atómicas. Recurrió a un semiconductor de estado sólido conocido como tiristor, y a raíz de sus investigaciones concluyó que el dispositivo también podía ser empleado para variar la intensidad de la luz.
En esa época existía un regulador de luz pero era complejo, costoso y requería el uso de grandes reostatos de unas 10 pulgadas. Aunque ya había dispositivos de atenuación en uso para la iluminación de los escenarios de los teatros, eran demasiado grandes y voluminosos para su uso en los hogares. Spira manipuló con éxito un tiristor lo suficientemente pequeño como para ser usado en cualquier hogar. Acto seguido renunció a su trabajo en la compañía aeroespacial para concentrarse en el perfeccionamiento del dispositivo, convirtiéndose en el creador del primer regulador electrónico de estado sólido y solicitando una patente en julio de 1959. Dos años después fundó la compañía Lutron Electronics con su esposa Ruth Rodale Spira en Coopersburg, Pensilvania con el mencionado regulador como su principal producto.

### Consolidación

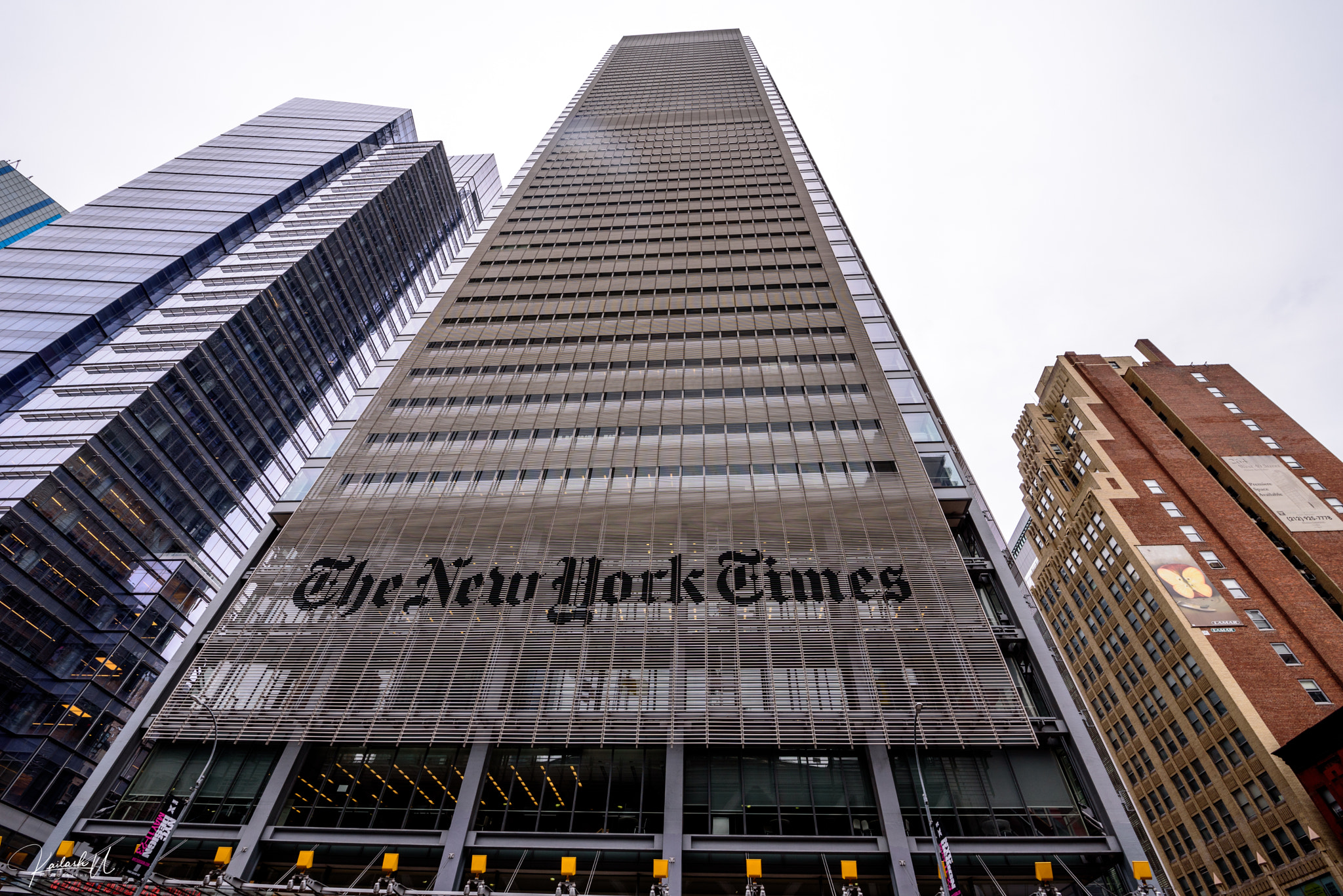
El New York Times Building de Nueva York es una de las construcciones cuyo sistema de control de luz eléctrica fue instalado por Lutron

El uso del atenuador inventado por Spira y bautizado "Capri" se popularizó en la década de 1970 y le brindó a la compañía la oportunidad de expandir sus operaciones, llegando a generar más de 2 700 patentes a nivel internacional y a desarrollar tecnologías como un balastro de atenuación electrónica para luces fluorescentes, un sistema autónomo de control de iluminación,  un regulador operado por control remoto y una persiana motorizada de control de la luz natural y artificial denominada "Serena", entre otras.
Spira, quien dirigió la compañía durante 54 años y ofició además como presidente de la junta directiva y director de investigaciones, falleció el 8 de abril de 2015 en Springfield, Pensilvania. En la actualidad la empresa cuenta con presencia en ciudades como Londres, Barcelona, Madrid, París, Berlín, Bogotá, São Paulo, Dubái, Hong Kong, Tokio, Pekín, Shanghái, México y Costa Rica y ha realizado instalaciones de sistemas de control de luz en sitios como el Lincoln Financial Field de Filadelfia, el Centro de Convenciones del Condado de Orange, la Estatua de la Libertad, el Banco de China, el Hyatt Regency México City, el Hotel Humboldt de Caracas y el New York Times Building, un rascacielos situado al oeste de Midtown Manhattan, Nueva York, entre otros.

## Premios y reconocimientos
- 2000 - Premio Leonardo Da Vinci, otorgado a su fundador por la Sociedad Americana de Ingenieros Mecánicos[4][15]